# María Elena Arpón
María Elena Arpón (León, 1948) es una actriz española que participó en diecisiete películas a lo largo de su trayectoria cinematográfica que abarcó desde 1968 hasta 1974.
Pese a su breve carrera profesional trabajó con algunos de los más importantes actores y actrices de España, caso de Alfredo Landa, Fernando Fernán-Gómez o Lina Morgan y a la orden de directores de la talla de José María Forqué, Pedro Lazaga, Chicho Ibáñez Serrador o Javier Aguirre.
También participó en la serie Los Paladines emitida en RTVE en 1972.

## Filmografía completa
- ¡Dame un poco de amooor...! (1968)
- La residencia (1969)
- Soltera y madre en la vida (1969)
- ¿Por qué pecamos a los cuarenta? (1969)
- Crimen imperfecto (1970)
- De profesión sus labores (1970)
- Pierna creciente, falda menguante (1970)
- El Cristo del océano (1971)
- Black story (La historia negra de Peter P. Peter) (1971)
- La montaña rebelde (1971)
- La noche del terror ciego (1972)
- El jorobado de la Morgue (1973)
- Las tres perfectas casadas (1973)
- Uno, dos, tres... dispara otra vez (1973)
- ¡Qué cosas tiene el amor! (1973)
- Disco rojo (1973)
- El pez de los ojos de oro (1974)